# Araceli Cañadas Ortega
Araceli Cañadas Ortega (Madrid, 1969) es una filóloga y profesora universitaria española, docente de la primera asignatura universitaria sobre cultura gitana en España y ganadora del Premio Enrique Maya a la Solidaridad por su trayectoria educativa.

## Trayectoria
Nació en Madrid en 1969. Forma parte de una familia de artistas flamencos de reconocimiento nacional e internacional, de origen gitano por parte materna. Se graduó en Filología Hispánica en la Facultad de Filología de la Universidad de Alcalá (UAH). En 1992, comenzó a colaborar con el movimiento asociativo gitano, asistiendo ese mismo año a su primer Congreso Gitano en Barcelona. Dos años después, en 1994, empezó a trabajar en la Unión Romaní Española y posteriormente como profesora de español para extranjeros en la UAH.
En 2007, Cañadas se convirtió en una de las impulsoras en la creación del Instituto de Cultura Gitana de España. También participó en el diseño de un método de enseñanza de la lengua romaní para los gitanos españoles. Se convirtió en colaboradora de la Facultad de Filosofía y Letras de la UAH y, en 2011, en una de las responsables de la primera asignatura del sistema universitario español dedicada a la historia y la cultura gitana, ‘Gitanos de España. Historia y Cultura’ gracias a un convenio entre el Instituto de Cultura Gitana y la UAH. Imparte esta asignatura junto con el sociólogo y experto en romanó Nicolás Jiménez González.
Además, Cañadas se convirtió en miembro del consejo asesor del Instituto de Cultura Gitana y también ha participado en diversas jornadas y charlas de divulgación de la cultura gitana.

## Reconocimientos
En 2018, Cañadas fue reconocida por su trabajo educativo con el Premio Enrique Maya a la Solidaridad, convocado a través de la Agencia de la Vivienda Social por la Comunidad de Madrid para la promoción social y cultural del pueblo gitano. Ese mismo año, la Universidad de Alcalá recibió el Premio del Instituto de Cultura Gitana en la categoría de Investigación por su asignatura transversal sobre lengua y cultura gitanas impartida por Cañadas.